# Erik Kallenberg
Erik Oscar Kallenberg (født 15. februar 1914 i København, død 25. juli 1994 i Snekkersten) var en dansk modstandsmand og forstander på Helsingør Teknikum fra 1956 til 1977, og herefter rektor fra 1977 til 1980. Det var ham der sammen med Rasmus Knudsen oprettede Helsingør Teknikum på Rasmus Knudsens Vej i Helsingør.

## Virke for Helsingør Teknikum
Kallenberg kom i lære som Skibsingeniør hos B&W i 1928. Han blev færdiguddannet i 1933, og han arbejdede siden på Helsingør Værft, et skibsværft i Bremen, og til sidst på Odense Stålskibsværft. I 1948 blev han lærer på Helsingør Teknikum og i 1956 blev han forstander for samme. I 1966 oprettede han sammen med Rasmus Knudsen det nye teknikum på Rasmus Knudsens Vej. I 1972 gav Kallenberg som den første i Danmark, kvinder lov til at tage skibsingeniøruddannelsen. I 1977 blev han rektor, hvilket han var frem til 1980. Han gik herefter på pension i 1984, men fortsatte med frivilligt arbejde på skolen.

## Privatliv
Kallenberg blev født den 15. februar 1914 på Gothersgade i København, som søn af Assistent Ernst Emil Kallenberg og Olga Christensen.Kallenbergs forældre blev skilt, og han mistede som 13-årig sin mor. Han kom herefter på Det Kongelige Opfostringshus (i dag Skorpeskolen), som tilbød ham lærepladsen hos B&W. Kallenberg blev i 1939 gift med Eva Ruth Pedersen (1917-1994), og de fik sammen tre børn.